# 교육조교

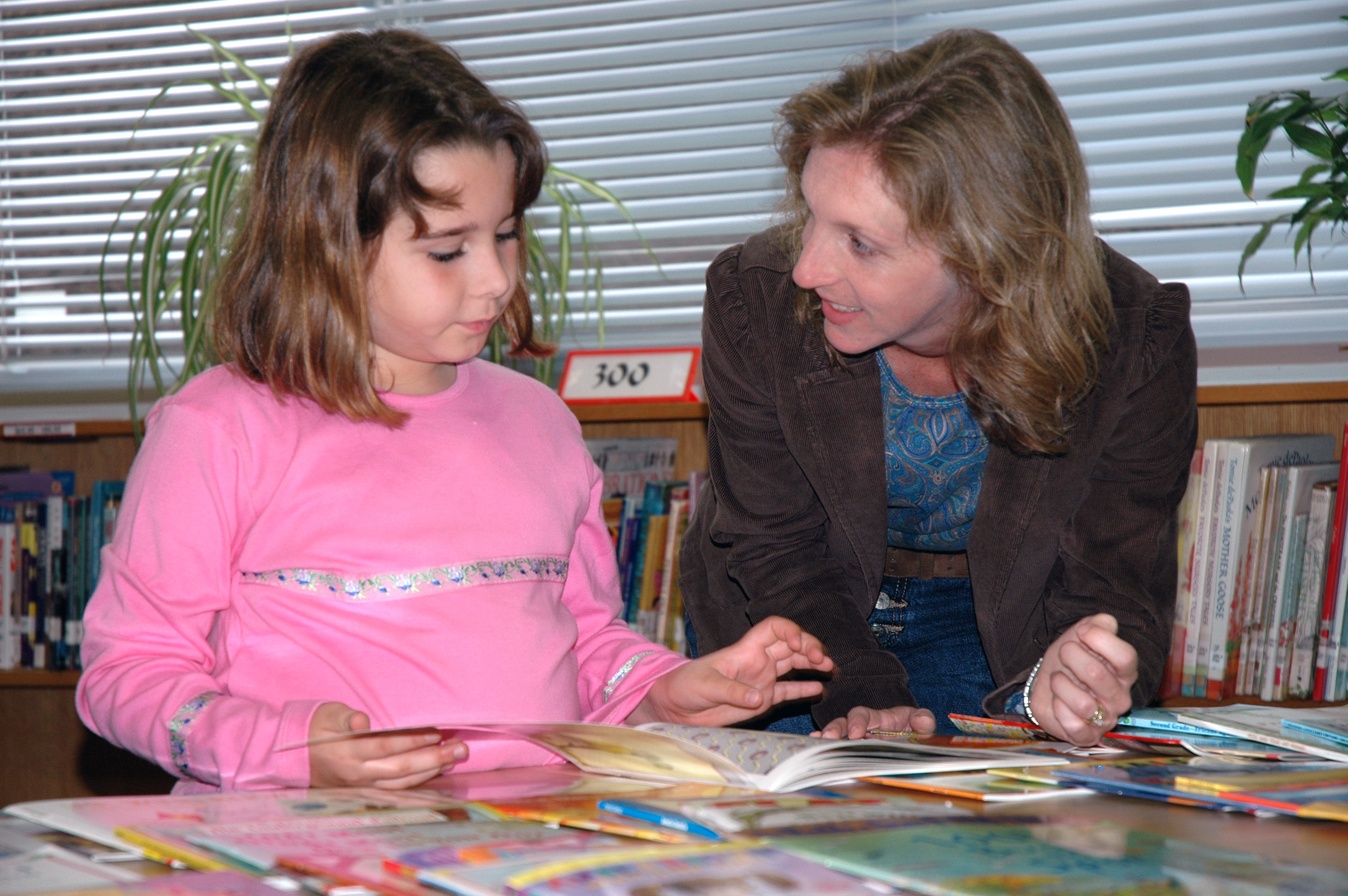
조교가 독서 중인 아이와 상호 작용을 하고 있다.

교육조교 (Teaching Assistant)란, 대학교 등에서, 담당교원의 지시에 따라서 학생(대학원생인 경우가 많다)이 수업의 보조나 운영지원을 행하는 일, 또는 그것을 행하는 학생을 일컫는다. TA로 불리는 경우가 많다.